# Просаленти, Ольга
Ольга Просаленти-Пападимаки (греч. Όλγα Προσαλέντη-Παπαδημάκη Керкира, 1870 — Афины, 1930) — греческая художница второй половины XIX — начала XX веков.

## Биография

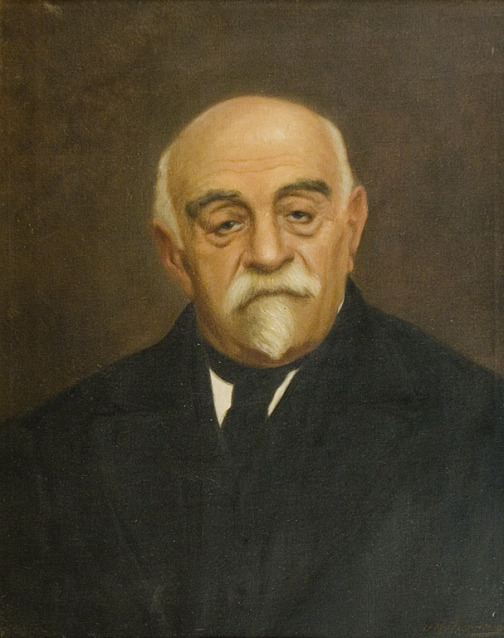
Πортрет Константина Сатаса.

Ольга Просаленти родилась в семье художников острова Керкира. Её дед, скульптор и художник, Павлос Просалентис, считается первым профессиональным скульптором современной Греции. Художником был и её отец Спиридон Просалентис.
Художниками стали также её сестра Элени Просаленти и братья Павлос Просалентис (младший) и Эмилиос Просалентис.
Несмотря на то, что семья Просалентисов известна искусствоведам, есть неопределённость с годом и местом рождения Ольги (Афины или Керкира, между 1870 и 1874 годами). Первые уроки живописи Ольга получила у своего отца.
Ольга Просаленти, как и её сестра Элени, следовала академической манере живописи. Её основными жанрами были портрет и пейзаж. Одними из известных её работ являются портреты Константина Сатаса, Иоанниса Писсаса и Мурдзиноса.
Ряд пейзажей был исполнен художницей в результате поездки на гору Пелион, включая картину школа Ригаса Фереоса. Художница умерла в Афинах в 1930 году.